# Vítor Lima
Vítor Manuel Lima Santos (Guimarães, 10 agosto 1981) è un ex calciatore portoghese, di ruolo centrocampista.

## Carriera

### Club
Ha giocato nella massima serie dei campionati portoghese, scozzese, greco e cipriota.